# فاکتور داخلی

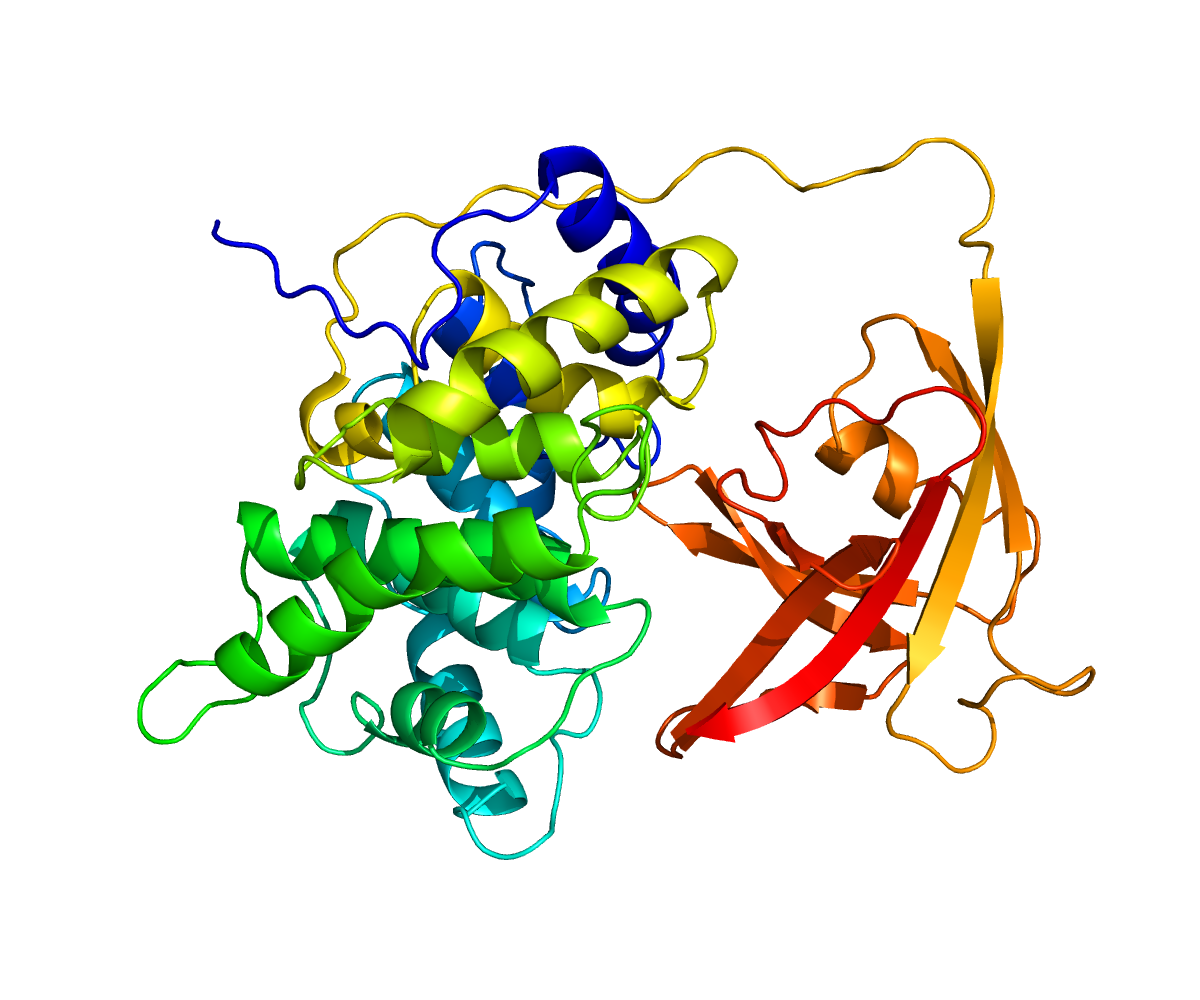
این تصویر، ساختار سه‌بعدی فاکتور داخلی را نشان می‌دهد که یک گلیکوپروتئین ضروری برای جذب ویتامین B12 است و توسط سلول‌های جداری معده ترشح می‌شود.

فاکتور داخلی  (intrinsic factor) یک موکوپروتئین مترشحه از سلول‌های جداری معده است که به ویتامین B۱۲ موجود در غذا متصل می‌شود و جذب آن را به میزان زیادی افزایش میدهد. جذب ویتامین B۱۲ متصل شده به فاکتور داخلی به‌طور فعال در ناحیهٔ انتهایی ایلئوم صورت میگیرد.
سلول‌های کناری یا پاریتال در تمام قسمت‌های غدد معدی یافت می‌شوند و مسئول ترشح اسید معده و همچنین فاکتور داخلی هستند . عوامل مؤثر بر افزایش ترشح اسید معده مانند گاسترین موجب افزایش ترشح فاکتور داخلی نیز می‌شوند. در صورت عدم ترشح این فاکتور، جذب ویتامین B۱۲ مختل شده و تولید هموگلوبین صورت نمی‌گیرد و یک نوع کم خونی بنام کم‌خونی پرنیشیوز به وجود می‌آید.

## چرخه جذب ویتامین ب۱۲
ویتامین B۱۲ موجود در غذا پس از ورود به بدن ابتدا با پروتئین Haptocorrin (فاکتورR یا ترانس کوبالامین یک) ترشح شده از غدد بزاقی پیوند می‌شود. در معده این ترکیب دست نخوردهمیماند و پس از ورود به دئودنوم بر اثر عملکرد آنزیم‌های پانکراس هاپتوکرین تجزیه می‌شود و ویتامین B۱۲ به فاکتور داخلی متصل می‌شود. در قسمت انتهایی ایلئوم کمپلکس فاکتور داخلی + ویتامین B۱۲ با اندوسیتوز وارد سلول‌های جدار روده می‌شود. در داخل سلول‌ها ویتامین B۱۲ از فاکتور داخلی جدا می‌شود و به پروتئین دیگری بنام ترانس کوبالامین دو متصل می‌شود . ترکیب این دو از روده به کبد منتقل می‌شود.